# الحكومة الإماراتية (2009)
حكومة دولة الإمارات العربية المتحدة (2009) هي الحكومة التاسعة في تاريخ دولة الإمارات منذ قيام الاتحاد عام 1971، والثالثة التي شكلها الشيخ محمد بن راشد آل مكتوم بعد اعتماد الشيخ خليفة رئيس الدولة.
شهدت الحكومة عام 2011 تعديلا وزاريًا إذ عين سهيل المزروعي وزير الطاقة مكان محمد الهاملي، ووزير الاشغال العامة عبد الله بلحيف النعيمي. وانضم وزيرين جدد بمصب وزير دولة وهما: سلطان أحمد الجابر وعبدالله بن محمد غباش، ليصبع عدد أعضاء مجلس الوزراء 24 بدلًا من 22.

## أعضاء مجلس الوزراء
1. الشيخ محمد بن راشد آل مكتوم، رئيس مجلس الوزراء وزير الدفاع.
2. الفريق الشيخ سيف بن زايد آل نهيان، نائب رئيس مجلس الوزراء وزير الداخلية.
3. الشيخ منصور بن زايد آل نهيان، نائب رئيس مجلس الوزراء وزير شؤون الرئاسة.
4. الشيخ حمدان بن راشد آل مكتوم، وزير المالية.
5. الشيخ عبد الله بن زايد آل نهيان، وزير الخارجية.
6. الشيخ نهيان بن مبارك آل نهيان، وزير التعليم العالي والبحث العلمي.
7. الشيخ حمدان بن مبارك آل نهيان، وزير الأشغال العامة.
8. الشيخة لبنى القاسمي، وزيرة التجارة الخارجية.
9. محمد عبد الله القرقاوي، وزير شؤون مجلس الوزراء.
10. محمد بن ظاعن الهاملي، وزير الطاقة.
11. سلطان سعيد المنصوري، وزير الاقتصاد.
12. مريم محمد خلفان الرومي، وزيرة الشؤون الاجتماعية.
13. حميد محمد عبيد القطامي، وزير التربية والتعليم.
14. حنيف حسن علي، وزير الصحة.
15. عبد الرحمن محمد العويس، وزير الثقافة والشباب وتنمية المجتمع.
16. أنور محمد قرقاش، وزير الدولة للشؤون الخارجية، وزير الدولة لشؤون المجلس الوطني.
17. صقر غباش سعيد غباش، وزير العمل.
18. هادف جوعان الظاهري، وزير العدل.
19. راشد أحمد بن فهد، وزير البيئة والمياه.
20. عبيد حميد الطاير، وزير الدولة للشؤون المالية.
21. ميثاء سالم الشامسي، وزيرة دولة.
22. ريم إبراهيم الهاشمي، وزيرة دولة.

## التعديلات الوزارية
في 12 مايو 2009، أجري التعديل الأول على الحكومة، حيث أصدر الشيخ خليفة بن زايد آل نهيان مرسوماً اتحادياً بتعيين الفريق الشيخ سيف بن زايد آل نهيان نائباً لرئيس مجلس الوزراء ووزيراً للداخلية، وتعيين الشيخ منصور بن زايد آل نهيان نائباً لرئيس مجلس الوزراء ووزيراً لشؤون الرئاسة.
كما وافق الشيخ خليفة على تعديل تشكيل مجلس الوزراء بناء على اقتراح الشيخ محمد بن راشد آل مكتوم، وبموجب هذا التعديل تم تعيين حميد محمد عبيد القطامي وزيراً للتربية والتعليم وحنيف حسن علي وزيراً للصحة.